# Jana Iwanowna Burlakowa
Jana Iwanowna Burlakowa (russisch Яна Ивановна Бурлакова; englisch Yana Burlakova; * 1. August 2000) ist eine russische Bahnradsportlerin. Ihr Geburtsname ist Tyschtschenko (russisch Тыщенко; englisch Tyshchenko).

## Sportlicher Werdegang
2017 wurde Jana Tyschtschenko sowohl Junioren-Weltmeisterin wie auch Junioren-Europameisterin im Teamsprint. Bei den Junioren-Weltmeisterschaften 2018 belegte sie zwei Podiumsplätze und errang vier weitere Titel als Junioren-Europameisterin. Nach weiteren Podiumsplätzen bei U23-Europameisterschaften 2020 gewann sie 2021 mit Natalja Antonowa und Anastassija Woinowa beim Lauf des Nations’ Cup in Sankt Petersburg Gold im Teamsprint.
2021 wurde Tyschtschenko dreifache U23-Europameisterin in Sprint, Zeitfahren und Teamsprint (mit Serafima Grischina und Xenia Andrejewa). Bei den folgenden Europameisterschaften der Elite gewann sie drei Bronzemedaillen, bei den Weltmeisterschaften zwei weitere Medaillen. Zudem holte sie in diesem Jahr zwei nationale Titel.
Die internationalen Sanktionen gegen Russland im Zuge des Kriegs in der Ukraine machten ihr für die nächsten Jahre die Teilnahme an internationalen Wettkämpfen unmöglich. 2022 heiratete sie den Rennfahrer Danila Burlakow und nahm dessen Nachnamen an. Im März 2024 konnte sie im  Nations Cup erstmals wieder als so genannte individuelle neutrale Athletin international antreten, aufgrund der verpassten Wettkämpfe jedoch ohne Chance, sich für die Olympischen Spiele 2024 zu qualifizieren. Bei den Bahnradsport-Weltmeisterschaften 2024 wurde sie Weltmeisterin im Zeitfahren, bei den Bahnradsport-Europameisterschaften 2025 gewann sie den Titel im Sprint.

## Erfolge
2017
- Junioren-Weltmeisterin – Teamsprint (mit Polina Waschtschenko und Xenia Andrejewa)
- Junioren-Weltmeisterschaften – Zeitfahren
- Junioren-Europameisterin – Teamsprint (mit Polina Waschtschenko)
- Russische Junioren-Meisterin – Sprint, Teamsprint (mit Polina Waschtschenko)

2018
- Junioren-Weltmeisterschaft – 500-Meter-Zeitfahren
- Junioren-Weltmeisterschaft – Keirin
- Junioren-Europameisterin – Sprint, Keirin, 500-Meter-Zeitfahren, Teamsprint (mit Xenia Andrejewa)

2020
- U23-Europameisterschaft – Teamsprint (mit Serafima Grischina und Xenia Andrejewa)
- U23-Europameisterschaft – Sprint, 500-Meter-Zeitfahren

2021
- Nations’ Cup in Sankt Petersburg – Teamsprint (mit Natalja Antonowa und Anastassija Woinowa)
- U23-Europameisterin – Sprint, Zeitfahren, Teamsprint (mit Serafima Grischina und Xenia Andrejewa)
- U23-Europameisterschaften – Keirin
- Europameisterschaft – Keirin, 500-Meter-Zeitfahren, Teamsprint (mit Natalja Antonowa und Anastassija Woinowa)
- Russische Meisterin – Keirin, Teamsprint (mit Alina Lysenko und Darja Schmeljowa)
- Weltmeisterschaft – Teamsprint (mit Natalja Antonowa, Darja Schmeljowa und Anastassija Woinowa)
- Weltmeisterschaft – Keirin

2024
- Weltmeisterin – 500-Meter-Zeitfahren

2025
- Europameisterin – Sprint